# Выборгское авиационное техническое училище имени маршала Жаворонкова
Выборгское авиационное техническое училище — одно из старейших средних специальных учебных заведений гражданской авиации. В 2019 году ему исполнилось 70 лет.
История учебного заведения берёт начало со школы авиамехаников, основанной в 1949 году в городе Пионерском Калининградской области. В 1952 году школа была преобразована в 66-е Военно-морское авиационное техническое училище, которое в 1956 году было перебазировано в Выборг. Ещё через год его передали военно-воздушным силам, и курсанты стали изучать самолеты МиГ-15, МиГ-17, МиГ-19. В качестве базы училища стал использоваться аэродром Селезнёво.
А в 1960 году военно-морское учебное заведение ВВС было реорганизовано в училище гражданской авиации. Курсанты перешли на изучение вертолетов: Ми-2, Ми-8, Ми-4, Ка-26. В 1968 году постановлением Совета Министров РСФСР училищу было присвоено имя маршала авиации С. Ф. Жаворонкова. Училище на протяжении нескольких лет принимало участие в ВДНХ, в результате было получено четыре серебряных и восемь бронзовых медалей.
С 2007 года училище входит с состав единого образовательного комплекса с Санкт-Петербургским государственным университетом гражданской авиации на правах филиала.
Вплоть до 1993 года училище выпускало только авиационных техников-механиков. По состоянию на 2008 год было подготовлено более 15000 специалистов.
Сегодня училище — современное политехническое учебное заведение, дающее среднее профессиональное образование по специальностям:
- 2.25.02.01 Техническая эксплуатация летательных аппаратов и двигателей[7]
- 2.25.02.03 Техническая эксплуатация электрифицированных и пилотажно-навигационных комплексов[8]
- 5.43.02.06 Сервис на транспорте[9]